# 단스크 멜로디 그랑프리

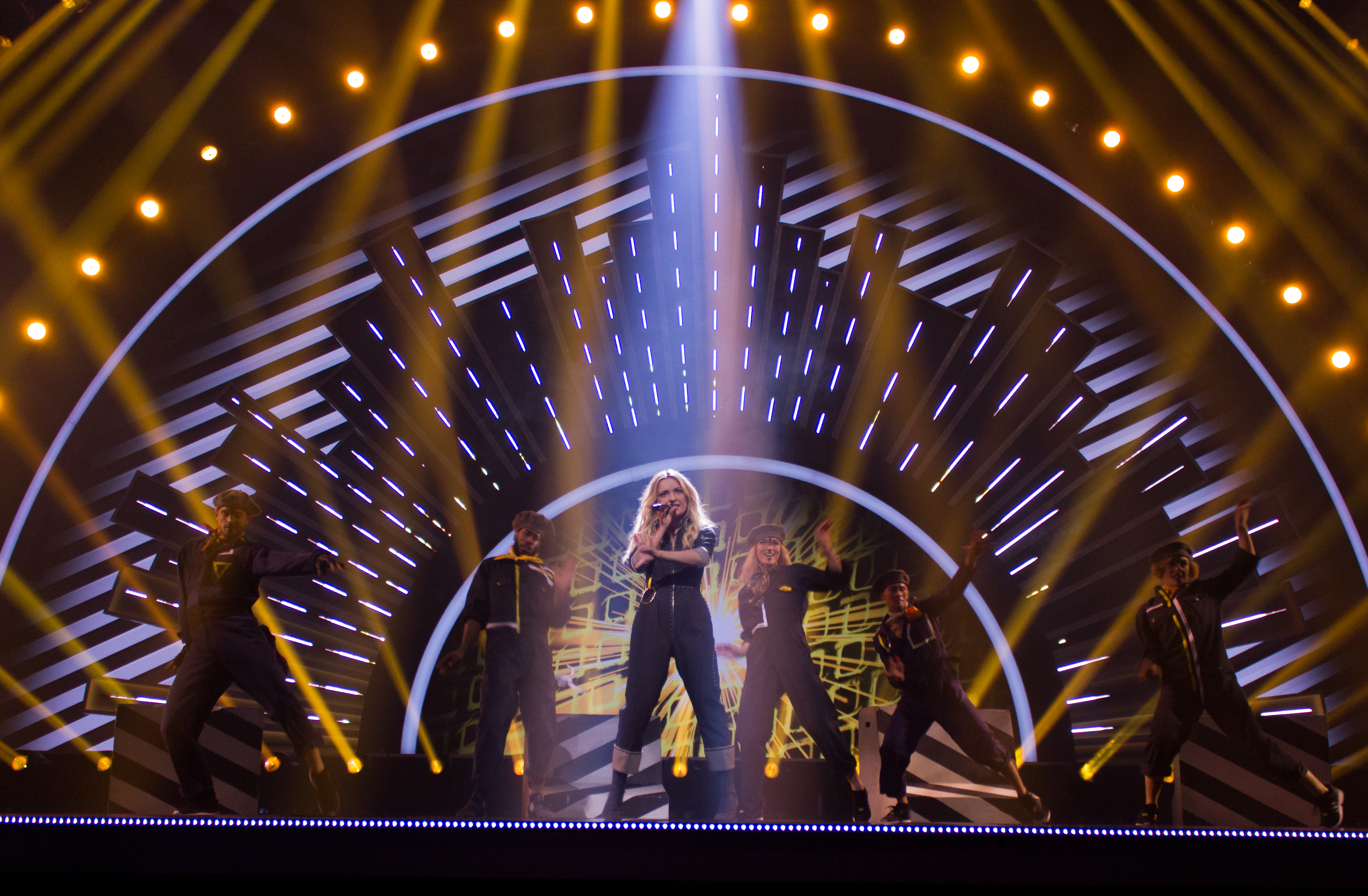

단스크 멜로디 그랑프리(Dansk Melodi Grand Prix)는 덴마크의 유로비전 송 콘테스트 예선이자 음악 오디션이다.
1957년에 처음 개최된 이래 매년 열리고 있으며 단스크 멜로디 그랑프리 우승자는 유로비전 송 콘테스트에서 덴마크 대표로 참가한다. 단스크 멜로디 그랑프리 우승자가 유로비전 송 콘테스트에서 우승한 횟수는 3차례(1963년, 2000년, 2013년)이다.

## 우승자
| 연도 | 가수                              | 언어               | 노래                                     | 장소                       | 사회자                                               | 송라이터 | 순위(ESC) | 날짜            |
| ---- | --------------------------------- | ------------------ | ---------------------------------------- | -------------------------- | ---------------------------------------------------- | --- | --------- | --------------- |
| 1957 | 비르테 빌케 & 구스타우 빙클레르   | 덴마크어           | "Skibet skal sejle i nat"                | 코펜하겐                   | 세이르 볼메르쇠렌센                                  | 에리크 피엔, 포울 쇠렌센                                                                                                  |           | 1957년 2월 17일 |
| 1958 | 라크벨 라스테니                   | 덴마크어           | "Jeg rev et blad ud af min dagbog"       | 코펜하겐                   | 세이르 볼메르쇠렌센                                  | 스벤 울리크, 하리 옌센 |           | 1958년 2월 16일 |
| 1959 | 비르테 빌케                       | 덴마크어           | "Uh, jeg ville ønske jeg var dig"        | 코펜하겐                   | 세이르 볼메르쇠렌센                                  | 오토 링톤, 카를 안데르센                                                                                                  |           | 1959년 2월 11일 |
| 1960 | 케이티 뵈트게르                   | 덴마크어           | "Det var en yndig tid"                   | 코펜하겐                   | 세이르 볼메르쇠렌센                                  | 빌프레드 켸르, 스벤 부에만                                                                                                |           | 1960년 3월 4일  |
| 1961 | 다리오 캄페오토                   | 덴마크어           | "Angelique"                              | 프레데리시아               | 세이르 볼메르쇠렌센                                  | 악셀 V. 라스무센 |           | 1961년 2월 19일 |
| 1962 | 엘렌 빈테르                       | 덴마크어           | "Vuggevise"                              | 코펜하겐                   | 스벤드 페데르센                                      | 콀드 본필스, 세이르 볼메르쇠렌센                                                                                          |           | 1962년 2월 9일  |
| 1963 | 그레테 잉만 & 예르겐 잉만         | 덴마크어           | "Dansevise"                              | 코펜하겐                   | 마리안 비르켈룬드                                    | 오토 프랑케르, 세이르 볼메르쇠렌센                                                                                        |           | 1963년 2월 24일 |
| 1964 | 비에른 티드만                     | 덴마크어           | "Sangen om dig"                          | 코펜하겐                   | 벤트 파브리시우스볘레                                | 악셀 V. 라스무센, 모겐스 담                                                                                               |           | 1964년 2월 15일 |
| 1965 | 비르기트 브뤼엘                   | 덴마크어           | "For din skyld"                          | 닫힌 경쟁                  | 잉엔 베르테르                                        | 예르겐 예르실트, 포울 헤닝센                                                                                              |           | 1965년 2월 18일 |
| 1966 | 울라 피아                         | 덴마크어           | "Stop - mens legen er go'"               | 코펜하겐                   | 아네테 포보르                                        | 에리크 코레 |           | 1966년 2월 6일  |
| 1978 | 마벨                              | 덴마크어           | "Boom Boom"                              | 코펜하겐                   | 예르겐 데 밀리우스                                   | 페테르 닐센, 안디 쿨름바크, 미카엘 트렘페나우, 크리스티안 하베                                                            |           | 1978년 2월 25일 |
| 1979 | 토미 세바크                       | 덴마크어           | "Disco tango"                            | 쇠보르                     | 예르겐 데 밀리우스, 에를링 분고르                    | 토미 세바크, 켈드 헤이크                                                                                                  |           | 1979년 2월 3일  |
| 1980 | 밤세스 베네르                     | 덴마크어           | "Tænker altid på dig"                    | 코펜하겐                   | 예르겐 데 밀리우스                                   | 뱌르네 그렌 옌센, 플레밍 예르겐센                                                                                         |           | 1980년 3월 29일 |
| 1981 | 데비 캐머런 & 토미 세바크         | 덴마크어           | "Krøller eller ej"                       | 코펜하겐                   | 예르겐 데 밀리우스, 에를링 분고르, 야를 프리스미켈센 | 토미 세바크, 켈드 헤이크                                                                                                  |           | 1981년 2월 28일 |
| 1982 | 브릭스                            | 덴마크어           | "Video video"                            | 쇠보르                     | 예르겐 데 밀리우스                                   | 옌스 브릭스토프테 |           | 1982년 3월 13일 |
| 1983 | 그리 요한센                       | 덴마크어           | "Kloden drejer"                          | 쇠보르                     | 예르겐 데 밀리우스                                   | 플레밍 게르닉스, 라르스 크리스텐센, 크리스티안 야콥센, 빌리 크로스                                                        |           | 1983년 3월 5일  |
| 1984 | 핫 아이즈                         | 덴마크어           | "Det' lige det"                          | 쇠보르                     | 예르겐 데 밀리우스                                   | 쇠렌 분드고르, 켈드 헤이크                                                                                                |           | 1984년 2월 18일 |
| 1985 | 핫 아이즈                         | 덴마크어           | "Sku' du spørg' fra no'en?"              | 콩겐스 링비                | 예르겐 데 밀리우스                                   | 쇠렌 분드고르, 켈드 헤이크                                                                                                |           | 1985년 3월 9일  |
| 1986 | 트랙스                            | 덴마크어           | "Du er fuld af løgn"                     | 쇠보르                     | 예르겐 데 밀리우스                                   | 욘 하팅 |           | 1986년 2월 22일 |
| 1987 | 아네카트리네 헤르도르프           | 덴마크어           | "En lille melodi"                        | 코펜하겐                   | 예르겐 데 밀리우스                                   | 헬게 엥겔브레츠, 야코브 요니아                                                                                            |           | 1987년 2월 28일 |
| 1988 | 키르스텐 & 쇠렌                   | 덴마크어           | "Ka' du se hva' jeg sa'?"                | 쇠보르                     | 예르겐 데 밀리우스                                   | 쇠렌 분드고르, 켈드 헤이크                                                                                                |           | 1988년 2월 27일 |
| 1989 | 비르테 키에르                     | 덴마크어           | "Vi maler byen rød"                      | 코펜하겐                   | 야를 프리스미켈센, 데 나테르갈레                     | 쇠렌 분드고르, 켈드 헤이크                                                                                                |           | 1989년 3월 25일 |
| 1990 | 로니 데반티르                     | 덴마크어           | "Hallo Hallo"                            | 코펜하겐                   | 비르테 키에르, 다리오 캄페오토, 시타 보예묄레르      | 욘 하팅, 토르벤 렌다게르, 켈드 헤이크                                                                                     |           | 1990년 2월 24일 |
| 1991 | 아네르스 프란센                   | 덴마크어           | "Lige der hvor hjertet slår"             | 오르후스                   | 메크 페크, 카밀라 미에레나르드                       | 미카엘 엘로 |           | 1991년 3월 16일 |
| 1992 | 케니 뤼브케 & 로테 페데르         | 덴마크어           | "Alt det som ingen ser"                  | 올보르                     | 아네카트리네 헤르도르프, 아네르스 프란센             | 카르스틴 바르밍 |           | 1992년 2월 29일 |
| 1993 | 토미 세바크                       | 덴마크어           | "Under stjernerne på himlen"             | 오덴세                     | 켈드 헤이크, 키르스텐 시고르                         | 토미 세바크, 켈드 헤이크                                                                                                  |           | 1993년 4월 3일  |
| 1995 | 아우트 빌켄                       | 덴마크어           | "Fra Mols til Skagen"                    | 쇠보르                     | 그리 데 라 쿠르, 시드셀 아겐쇠                       | 리세 카블레, 메테 마티에센                                                                                                |           | 1995년 3월 25일 |
| 1996 | 마르틴 로프트 & 도르테 안데르센   | 덴마크어           | "Kun med dig"                            | 쇠보르                     | 한스 오토 비스고르                                   | 야샤 리스테르, 켈드 헤이크                                                                                                | —         | 1996년 3월 9일  |
| 1997 | 쾰리 카이                         | 덴마크어           | "Stemmen i mit liv"                      | 쇠보르                     | 한스 오토 비스고르                                   | 라르스 페데르센, 토마스 레고르                                                                                            |           | 1997년 3월 1일  |
| 1999 | 미카엘 테슐 & 트리네 옙센         | 영어               | "Denne gang"                             | 쇠보르                     | 켈드 헤이크                                          | 에베 라븐 |           | 1999년 3월 13일 |
| 2000 | 올센 브라더스                     | 영어               | "Smuk som et stjerneskud"                | 코펜하겐                   | 미카엘 카뢰에, 나타샤 크로네                         | 예르겐 올센 |           | 2000년 2월 19일 |
| 2001 | 롤로 & 킹                         | 영어               | "Der står et billede af dig på mit bord" | 헤르닝                     | 켈드 헤이크                                          | 쇠렌 포페, 토마스 브레클링, 스테판 테일만 닐센                                                                            |           | 2001년 2월 17일 |
| 2002 | 말레네 모르텐센                   | 영어               | "Vis mig hvem du er"                     | 코펜하겐                   | 미카엘 카뢰에, 시그네 스벤센                         | 미카엘 론손 |           | 2002년 2월 9일  |
| 2004 | 토마스 토르다르손                 | 영어               | "Sig det' løgn"                          | 오르후스                   | 페테르 미긴트, 나타샤 크로네                         | |           | 2004년 2월 7일  |
| 2005 | 야코브 스베이스트루프             | 영어               | "Tænder på dig"                          | 호르센스                   | 비르테 키에르, 야를 프리스미켈센                     | 이바르 린드 그레이네르, 이븐 플레스네르                                                                                   |           | 2005년 2월 12일 |
| 2006 | 시셀 벤 세마네                    | 영어               | "Talking to You"                         | 올보르                     | 아담 두보 할, 마스 방쇠                              | 닐스 드레브숄트 |           | 2006년 2월 11일 |
| 2007 | DQ                                | 영어               | "Drama Queen"                            | 홀스테브로 올보르 호르센스 | 아담 두보 할, 카밀라 오테센                          | 시몬 문크, 피테르 안데르센                                                                                                |           | 2007년 2월 10일 |
| 2008 | 사이먼 매슈                       | 영어               | "All Night Long"                         | 코펜하겐 호르센스          | 아담 두보 할, 카밀라 오테센                          | 야코브 라운볘르그, 스벤드 구딕센, 니스 뵈그바드                                                                           |           | 2008년 2월 2일  |
| 2009 | 닐스 브링크                       | 영어               | "Believe Again"                          | 헤르닝                     | 펠릭스 스미트, 비르테 키에르                         | 라르스 할보르 옌센, 마르틴 묄레르 라르센, 로난 케아팅                                                                     |           | 2009년 2월 2일  |
| 2010 | 크리스티나 샤네 & 토마스 네버그린 | 영어               | "In a Moment Like This"                  | 올보르                     | 펠릭스 스미트, 율리 베르텔센                         | 토마스 G :손, 헨리크 세스손, 에리크 베른 홀미스                                                                           |           | 2010년 2월 6일  |
| 2011 | 어 프렌드 인 런던                 | 영어               | "New Tomorrow"                           | 발레루프                   | 펠릭스 스미트, 리세 뢰네                             | 리세 카블레, 야코브 글레스네르                                                                                            |           | 2011년 2월 26일 |
| 2012 | 솔루나 사마이                     | 영어               | "Should've Known Better"                 | 올보르                     | 루이세 볼프, 에밀 토루프                             | 레메, 시에프 1, 아미르 술라이만, 이삼 바치리                                                                              |           | 2012년 1월 21일 |
| 2013 | 에멜리에 데 포레스트              | 영어               | "Only Teardrops"                         | 헤르닝                     | 루이세 볼프, 리세 뢰네, 소피 라센 칼케               | 리세 카블레, 율리아 파브린 야콥센, 토마스 스텡고르                                                                        |           | 2013년 1월 26일 |
| 2014 | 바심                              | 영어               | "Cliché Love Song"                       | 오덴세                     | 루이세 볼프, 야코브 리싱                             | 바심, 라세 린도르프, 킴 노바크소르데, 다니엘                                                                              |           | 2014년 3월 8일  |
| 2015 | 안티 소셜 미디어                  | 영어               | "The Way You Are"                        | 올보르                     | 에스벤 볘레 한센, 야코브 리싱                        | 레메, 시에프 1 |           | 2015년 2월 7일  |
| 2016 | 라이트하우스 X                    | 영어               | "Soldiers of Love"                       | 호르센스                   | 야코브 리싱, 아네테 헤이크                           | 세바스티안 F. 오벤스, 다니엘 룬드 예르겐센, 카트리네 클리스 안데르센, 쇠렌 브레겐달, 마르틴 스크리베르, 요하네스 뉘마르크 |           | 2016년 2월 13일 |
| 2017 | 아냐 니센                         | 영어               | "Where I Am"                             | 헤르닝                     | 요하네스 뇌마르크, 아네테 헤이크                     | 아냐 니센, 앙겔 투파이, 미카엘 드아르시                                                                                   |           | 2017년 2월 25일 |
| 2018 | 라스무센                          | 아이슬란드어, 영어 | "Higher Ground"                          | 올보르                     | 요하네스 뇌마르크, 아네테 헤이크                     | 니클라스 아른, 카를 에우렌                                                                                                |           | 2018년 2월 10일 |

## 같이 보기
- 멜로디페스티발렌
- 멜로디 그랑프리
- 덴마크의 유로비전 송 콘테스트 참가